# エルミタージュ美術館ボランティアサービス
エルミタージュ美術館ボランティアサービスは、国立エルミタージュ美術館のプログラムで外国人とロシア人の学生が共同で運営する青年向けの組織で、外国人とロシア人の学生が共同で運営しているプログラムで、エルミタージュ美術館で実際に仕事をしたい、様々なイベントの準備・運営、同様に多数の業務へ直接参加したいと望むすべての人々にその機会を提供している。

## 目的
ボランティアの目的は文化的遺産を守るための責任感を養うことである。

## 歴史
ボランティアサービスの誕生は、サンクトペテルブルク300周年記念祭の準備と密接に関係する。エルミタージュ美術館は、記念祭で積極的な役割を果たし、住民や公式な招待客のための多くの行事が催された。しかし、これらのプロジェクトを実現するには、美術館単独の力では不可能だった。その時、エルミタージュ美術館の助けをしようと提案した人に対し、美術館側が彼らの意志を組んだところからボランティアサービスが始まる。
2003年の一月、サンクトペテルブルク300周年記念祭に向けて、ミハイル・コズホフスキイ(Mikhail Kozhukhovskij)氏が記念祭の準備を手伝う、外国語を話せる学生を含むボランティアサービスグループを創設することを運営側に提案したのが始まりである。その結果、記念祭のプログラムに150人のボランティアが集まった。2003年5月23日、ボランティアグループが赤い制服を着てエルミタージュに初めて入館し、可能な限りの手伝いをした。後にコズホフスキイ(Kozhukovskij)氏は、新しいボランティアサービスの責任者に任命され、特別なプログラム等を扱う役割を担い、今まで様々な役割を果たして来た。
ボランティア設立から間もないころから、このボランティアグループはエルミタージュの様々な部門と共同して、エルミタージュ美術館だけでなく、より広い領域で活動をしている。
2013年、エルミタージュ美術館ボランティアサービス創設10周年の際、サンクトペテルブルクの行政は、エルミタージュ美術館のボランティア精神の発展への貢献について言及した。これにより、2013年にサンクトペテルブルク政府による青年政治委員会により管轄される、ボランティア組織の表彰部、"ボランティアフォーラ2013"が創設された。2013年11月23日、サンクトペテルブルクで最も優れたボランティアが表彰される表彰式典が催された。エルミタージュ美術館ボランティアサービスは、"効果的なボランティア活動"のコンクールで、《地域イベントの実行》としてノミネーションされた。第一勲章と王子の銅像が、ボランティアサービスコーディネーターのコズホフスキイ(Kozhukovskij)氏に贈与された。
2015年8月、エルミタージュ美術館ボランティアサービスが監督していた、特別プログラム部門は、歴史、情報サービス関連部門に変更され、その指導者にはコズホフスキイが任命された。

## チーム
ボランティアプログラムは新しいボランティアメンバーを絶えず迎え入れている。
メンバーは学生や社会人、ロシア人や外国人、さまざまな年齢層で構成されており、自分の都合に合わせ、自分に適した課題を選び、エルミタージュの全体的な向上のために共に働いている。
現在ではメンバーの出身国はロシア、アメリカ合衆国、ドイツ、フランス、スペイン、イタリア、ポーランド、ルーマニア、トルコ、レバノン、ブラジル、韓国、日本など多岐に渡っている。メンバーの中には言語学者、美術家、ジャーナリスト、教師、エンジニア、その他エルミタージュの文化領域に必ずしも関連していない専門を持つ、バスの運転手、生物学者、ダンサーなどがいる。

## 活動
ボランティアたちは、訪問者の受け入れ、管理、チケットコントロールなどにおいて、エルミタージュを支えている。また、研究部門での研究援助、保存品、復元品の管理、カテゴリー分けなども担当する。その他にも、外国語文献の翻訳や外国語講座、秘書業務や至急の業務の実行、展覧会、劇やコンサート、特別プログラムの運営なども行う。
ボランティアは、訪問客受け入れ部門、東欧、シベリア考古学研究部門、古代ギリシアローマ部門、マーケティング部門、特別イベント部門、現代芸術部門、劇場部門、広報部などにおいて活動している。その他にも、国際セミナーや国際会議などに参加することもあり、様々な方面でエルミタージュ美術館を支えている。ボランティアたちは、文化・歴史遺産を保護するプロジェクトにおいて、重要な役割を果たしている。ＷＨＹ (World Heritage & Youth ー世界遺産＆青年）のプロジェクトでは、トランバイ博物館、ロプシンスキー宮殿の保護、オフチンスキー岬のオフタセンター街建設からの救護などに積極的に参加した。ボランティアたちの助けなしには、2014年のエルミタージュ250年記念祭関連の全てのイベントを行うことも不可能であった。
ボランティアサービスの活動には、若者の文化遺産への惹きつけや、文化遺産保存への責任感の養成に関する、個人発案のプロジェクトの実現も含まれている。この中でも、文化教育プログラム«Пальмира: Вдыхая жизнь!»《パリミラ:命を吹き込む》のプログラムは最も成功を収めたものであり、歴史や文化の記念碑の破壊的、合理的破壊に、若者の注意を向けさせるための30以上のプロジェクトまとめたものであった。多くのプロジェクトの実現は、"ナイトミュージアム""宇宙飛行士の日""欧州言語の日""エルミタージュの日"などの国際的なイベントの準備、実行の枠組みに含まれる。
以下、ボランティアメンバーが参加できる活動の例を挙げる。
- 受付と警備: エルミタージュへの訪問者を迎え入れ、チケットをチェックし情報を提供する。
- 科学プロジェクトの手伝い: 美術館における所蔵品の目録作成、保存や修復、遺跡や遺物の発掘、所蔵品の分類や管理。
- 美術館が発行する雑誌の準備。
- 新しいコミュニケーション技術の発展とマルチメディア事業の構想。
- セミナーや国際会議のサポート。
- 翻訳作業。
- 外国語講座、座談会の開設。
- 展示品移動の補助。
- 展覧会の設営。

## 企画
ボランティアサービスの活動は、創造と、若者を現代の文化遺産の問題に引き込むことや、その保存の重要性の意識の養成に向けられた計画の実現もまた含んでいる。

### 複合プロジェクト「Ропша（ロプシャ）」
「Ропша（ロプシャ）」プロジェクトはボランティアサービス最初の企画である。「Ропша（ロプシャ）」はサンクトペテルブルクから南西に位置しており、18世紀の宮殿があることからユネスコの世界遺産リストに含まれている。このプロジェクトの主な目的は、宮殿と庭園のアンサンブルの保存の問題に関心を集めることであった。

### WHY（World Heritage&Youth）－世界遺産と若者
“World Heritage&Youth（世界遺産と若者）”は今日のボランティアサービスのプロジェクトにおいて最も重要なものである。プロジェクトの名称“WHY”は「なぜ現代の若者にとって文化遺産を保存することが重要なのか」という問題意識とみなすことができる。ボランティアと文化遺産保存の方面における専門家は文化施設のプロジェクト内で行われている考古学者、歴史家、活動家によるКГИОП（歴史・文化遺産の管理・利用・保全に関する国家委員会）、ВООПИК（全ロシア歴史・文化遺産保全協会）の代表者との円卓会議や会合を通じて、この質問に対する答えを出そうと試みている。プロジェクトの主な目的は、より多くの若者を文化遺産の保存や行き届いた管理に引きつけ、彼らの関心を過去の遺産に向けさせることである。

### サマースクール
2009年より、エルミタージュ美術館ボランティアサービスは、国営原子力企業ロスアトムと共同で、“WHY”プロジェクトの枠内において行われるコンテストの受賞者のために、毎年サマースクールを開催している。２～４週間、至る所から来た、特別な専門的教育を受けている若者たちは、エルミタージュ美術館においてボランティアとして働き、美術館の普段は公開されていないエリアを見学、文化遺産の方面における専門家や美術館の館長らと面会し、遺跡の発掘に参加する。このプロジェクトの存在により、若者たちは美術館での仕事という唯一無二の経験をし、文化遺産に対する価値の理解を深め、新たに母国の歴史や文化に眼を向けることができる。

### チャリティーイベント
毎年、ボランティアメンバーによって小学生から大学生までを対象にしたチャリティーイベントが催されている。当イベントのゲーム企画では、美術館内に展示されているあまり知られていない文化財の探索が行われる。その「宝探し」を通じて世界中の歴史と文化に接することができる。たとえば、2009年2月には「スキタイ民族の日(День скифа)」という名のイベントが催され、参加者はスキタイ民族の文化、ひいてはアルタイ地域の遊牧民の豊かな文化に触れる機会が提供された。テーマが設定されたイベントに参加をし、そこでの課題をこなすことで、歴史と文化の見事な世界を感じることができる。以下、ボランティアメンバーによって催されたチャリティーイベントのゲーム企画の例を挙げる。
- “エルミタージュでヨーロッパを探そう(Discover your Europe in the Hermitage) ”(2015年9月)
- “エルミタージュでヨーロッパを探そう(Discover your Europe in the Hermitage)”(2013年9月)
- “エルミタージュでヨーロッパを探そう(Discover your Europe in the Hermitage)”(2012年9月)
- “ボランティアゲーム2010(Volunteer Games2010)”(2010年4月)
- “コトヴァシヤ コトマニヤ(KotoVasiya KotoManiya)”(2009年3月)
- “ボランティアゲーム2009(Volunteer Games 2009)”(2009年4月)
- “スキタイ民族の日(Day of the Scythians)”(2009年4月)

### CG・アニメーションコンテスト
2005年よりボランティアサービスはエルミタージュ美術館付属のNMO”School Center”と共同して、情報科学分野における学生の教育を第一義的な目標とするコンテストを開催している。コンテストのテーマはその時々の美術館での展示品に応じて決められ、CG、パワーポイントなどマルチメディア、フラッシュ・GIFアニメーション、映像の4つのカテゴリーのうちいずれかを用いた作品が出展可能である。当コンテストでは6歳から17歳を対象として参加者を募り、ボランティアスタッフや情報科学分野の講師を交えて専門的な教育プログラムが組まれる。そして、プログラムの最後には表彰式が催される。当コンテストで見事優秀な成績を収めた作品は美術館に設置されているモニターで一定期間展示されることが決まっている。
以下、ボランティアサービスによって催されたコンテストの例を挙げる。
- “Beuons Dias, Argentina”(2015年9月～12月)
- "旅するカエル（The Frog-traveler）”(2015年4月～11月)
- “エルミタージュの誕生（Birth of the Hermitage)”(2014年12月〜2015年4月)
- “不思議な世界を夢見て...(The fabulous World We Dream Away…)”(2014年12月)
- “大きい猫と小さい猫(Cats- big and small)”(2012年4月)
- “9月9日前(9 days before the Calends of September)”(2011年12月)
- “冬宮殿のニコライ2世のガラージ(Garage of NicholasⅡin the Winter Palace)”(2011年2月)
- “発見への出発点(…On the Threshold of Discovery)”(2010年10月)
- “オリンピア神を追って(On the Trail of the Olympian Gods)”(2010年4月)
- “サンクトペテルブルクのサイン(Autograph of St.Perersburg)”(2009年5月)
- “いろんな猫2009(Multicat 2009)”(2009年3月)
- “大晦日(New Year’s Eve)”(2007年12月)
- “クリスマスツリーの歴史(History of the Christmas Tree)”(2005年12月)

## 賞罰
2013年11月23日、サンクトペテルブルク若者政策評議会(the government of Saint Petersburg’s Council for Youth Politics)によってエルミタージュボランティアプログラムを称えた祝典が当美術館で執り行われた。祝典の目的は若者のボランティア活動を促進し、市民や公的機関、会社のボランティア活動に対する関心を高めることであった。
150もの団体の間で行われたコンクールでは、最も優れたものに賞状と賞金が与えられるが、エルミタージュボランティアプログラムは「最も効果的なボランティアプログラム」の部門の中で、「都市のイベント実行」に対して表彰された。賞状と青銅のプリンス像はボランティアプログラム責任者のコズホフスキイ(Kozhukovskij)氏に贈られた。

## その他
2013年と2014年に、ボランティアサービスのことを扱った映画も公開された。